# Daniel J. Harrington
Pour les articles homonymes, voir Harrington.
Daniel J. Harrington  (19 juillet 1940 - 7 février 2014) est un prêtre jésuite américain, professeur et président du Département d'études bibliques au Boston College School of Theology and Ministry (anciennement Weston Jesuit School of Theology).

## Biographie
Le père Harrington a été rédacteur en chef de New Testament Abstracts à partir de 1972. Il a également dirigé les dix-huit volumes de la série "Sacra Pagina" du New Testament Commentaries for Liturgical Press et a écrit la rubrique « The Word » pour l'hebdomadaire America pendant trois ans. Il est agent de pastorale à la paroisse Sainte-Agnès d'Arlington, dans le Massachusetts, et à Saint-Pierre de Cambridge, également dans le Massachusetts.

## Œuvres
Harrington a écrit près de quarante livres, qui incluent: 
- Interpreting the Old Testament (Scarecrow, 2010)
- Jesus the Revelation of the Father’s Love (Our Sunday Visitor, 2010)
- Meeting St. Matthew Today (Loyola Press, 2010)
- Paul and Virtue Ethics (with Keenan, S.J.; Rowman & Littlefield)
- Meeting St. Luke Today (Loyola Press, 2009)
- The Synoptic Gospels Set Free: Preaching without Anti-Judaism (New York: Paulist Press, 2009).
- Jesus and Prayer: What the New Testament teaches us (Ijamsville, Maryland: Word-Among-Us Press, 2009)
- Why Do We Suffer? A Scriptural Approach to the Human Condition (Franklin, WI: Sheed & Ward, 2000).
- The Church According to the New Testament (Franklin, WI: Sheed & Ward, 2001).
- The Gospel of Mark (with John Donahue) (Collegeville: Liturgical Press, 2002).
- Jesus and Virtue Ethics (with James Keenan) (Chicago: Sheed & Ward, 2002).
- 1 Peter, Jude, and 2 Peter (with Donald Senior) (Collegeville: Liturgical Press, 2003).
- What Are They Saying About Mark? (New York: Paulist, 2004).
- What Are They Saying About the Letter to the Hebrews (New York: Paulist, 2005).
- Jesus Ben Sira of Jerusalem: A Biblical Guide to Living Wisely (Collegeville: Liturgical Press, 2005).
- How Do Catholics Read the Bible? (Lanham, MD: Sheed & Ward/Rowman & Littlefield, 2005).
- The Letter to the Hebrews (Collegeville: Liturgical Press, 2006).
- What Are We Hoping For? New Testament Images (Liturgical Press, 2006).
- Jesus: A Historical Portrait (Cincinnati: St. Anthony Messenger, 2007).
- Why Do We Hope? Images in the Psalms (Collegeville: Liturgical Press, 2008).
- Meeting St. Paul Today (Chicago: Loyola Press, 2008).